# إيبايسيلين
إيبايسيلين أو إيبايسيللين Epicillin هو INN عبارة عن مضاد حيوي من زمرة أمينوبنسلين.
إيبيسيلين هو من ذوات الطيف الموسعة، وهي شبه صناعية من البنسلينات الأمينية النشطة المضادة للبكتيريا. إيبيسيلين يرتبط ويثبط نشاط البنسلبن ملازم البروتينات (PBPs) الموجودة على الغشاء الداخلي لجدار الخلية البكتيرية. يقوم بتثبيط PBPs و يتداخل مع الروابط العرضية لسلاسل الببتيدوغليكان اللازمة لقوة وصلابة جدار الخلية البكتيرية. بهذا يقطع تركيب جدار الخلية البكتيرية مما يحدث إضعافاً لجدار الخلية البكتيرية، في نهاية المطاف يسبب تحلل الخلية.

## تجارب العلاج الكيميائي
إيبيسيلين يسلك نشاط علاجي ممتازة عندما يعطى عن طريق الفم أو تحت الجلد للفئران المصابة بمجموعة من الجراثيم المسببة للأمراض. هذه السلالات شملت المكورات العقدية المقيحة، المكورات العنقودية الذهبية، المتقلبة الرائعة، اشرشياكولاي والسالمونيلا schottmuelleri والزائفة الزنجارية، سلالات من الكائنات الحية الدقيقة المختارة بوصفها نموذجية هي التي تسبب في كثير من الأحيان العدوى السريرية الخطيرة الناتجة من غير- البنسليناز. في مقارنات العلاج الكيميائي عن طريق الفم من التتراسيكلين، الكلورامفينيكول، السيفالكسين، الأمبيسيلين، إيبيسيلين، وهذا الأخير، باستثناءات طفيفة.